# Luis Fernando Paz
Luis Fernando Paz Vargas (San Javier, 9 giugno 2004) è un calciatore boliviano, difensore del Bolívar e della nazionale boliviana.

## Carriera

### Club
Paz è cresciuto nel settore giovanile del Bolívar ed ha debuttato in prima squadra il 7 agosto 2022 nell'incontro di Primera División perso 2-1 contro il Nacional Potosí. Ha segnato il suo primo gol in carriera l'8 novembre 2023 nella trasferta persa 4-3 contro il Vaca Díez.

### Nazionale
Nel 2023 ha partecipato con la Bolivia Under-20 al campionato sudamericano di categoria.
Ha esordito con la nazionale maggiore il 5 settembre 2024 nell'incontro di qualificazione per il campionato mondiale 2026 vinto 4-0 contro il Venezuela.

## Statistiche

### Presenze e reti nei club
Statistiche aggiornate al 5 settembre 2024.
| Stagione        | Squadra         | Campionato      | Campionato | Campionato | Coppe nazionali | Coppe nazionali | Coppe nazionali | Coppe continentali | Coppe continentali | Coppe continentali | Altre coppe | Altre coppe | Altre coppe | Totale | Totale | Totale |
| Stagione        | Squadra         | Comp            | Pres       | Reti       | Comp            | Pres            | Reti            | Comp               | Pres               | Reti               | Comp        | Pres        | Reti        | Pres   | Reti   |        |
| --------------- | --------------- | --------------- | ---------- | ---------- | --------------- | --------------- | --------------- | ------------------ | ------------------ | ------------------ | ----------- | ----------- | ----------- | ------ | ------ | ------ |
| 2022            | Bolívar         | PD              | 1          | 0          | -               | -               | -               | -                  | -                  | -                  | -           | -           | -           | 1      | 0      |        |
| 2023            | Bolívar         | PD              | 13         | 1          | CdL             | 12              | 0               | CL                 | 1                  | 0                  | -           | -           | -           | 26     | 1      |        |
| 2024            | Bolívar         | PD              | 21         | 0          | CdL             | 0               | 0               | CL                 | 2                  | 0                  | -           | -           | -           | 23     | 0      |        |
| Totale Bolívar  | Totale Bolívar  | Totale Bolívar  | 35         | 1          |                 | 12              | 0               |                    | 3                  | 0                  |             | -           | -           | 50     | 1      |        |
| Totale carriera | Totale carriera | Totale carriera | 35         | 1          |                 | 12              | 0               |                    | 3                  | 0                  |             | -           | -           | 50     | 1      |        |

### Cronologia presenze e reti in nazionale
| Cronologia completa delle presenze e delle reti in nazionale ― Bolivia | Cronologia completa delle presenze e delle reti in nazionale ― Bolivia | Cronologia completa delle presenze e delle reti in nazionale ― Bolivia | Cronologia completa delle presenze e delle reti in nazionale ― Bolivia | Cronologia completa delle presenze e delle reti in nazionale ― Bolivia | Cronologia completa delle presenze e delle reti in nazionale ― Bolivia | Cronologia completa delle presenze e delle reti in nazionale ― Bolivia | Cronologia completa delle presenze e delle reti in nazionale ― Bolivia |
| Data                                                                   | Città                                                                  | In casa                                                                | Risultato                                                              | Ospiti                                                                 | Competizione                                                           | Reti                                                                   | Note                                                                   |
| ---------------------------------------------------------------------- | ---------------------------------------------------------------------- | ---------------------------------------------------------------------- | ---------------------------------------------------------------------- | ---------------------------------------------------------------------- | ---------------------------------------------------------------------- | ---------------------------------------------------------------------- | ---------------------------------------------------------------------- |
| 5-9-2024                                                               | El Alto                                                                | Bolivia                                                                | 4 – 0                                                                  | Venezuela                                                              | Qual. Mondiali 2026                                                    | -                                                                      | 75’                                                                    |
| 10-10-2024                                                             | El Alto                                                                | Bolivia                                                                | 1 – 0                                                                  | Colombia                                                               | Qual. Mondiali 2026                                                    | -                                                                      | 68’                                                                    |
| 15-10-2024                                                             | Buenos Aires                                                           | Argentina                                                              | 6 – 0                                                                  | Bolivia                                                                | Qual. Mondiali 2026                                                    | -                                                                      | 67’                                                                    |
| 14-11-2024                                                             | Guayaquil                                                              | Ecuador                                                                | 4 – 0                                                                  | Bolivia                                                                | Qual. Mondiali 2026                                                    | -                                                                      | 46’                                                                    |
| Totale                                                                 |                                                                        | Presenze                                                               | 4                                                                      |                                                                        | Reti                                                                   | 0                                                                      |                                                                        |

## Palmarès

### Club

#### Competizioni nazionali
- Campionato boliviano: 2

Bolívar: Apertura 2022, 2024